# Clarkson's Farm
Clarkson's Farm is een Britse docusoap rond het leven van televisiepresentator Jeremy Clarkson en diens pogingen om zijn eigen boerderij te runnen in de Cotswolds. De serie werd in juni 2021 uitgebracht op Prime Video en kreeg in februari 2023 een tweede seizoen en in mei 2024 een derde seizoen. In 2025 kwam seizoen 4 uit. 

## Achtergrond
Jeremy Clarkson, vooral bekend als presentator van de autoprogramma's Top Gear en later The Grand Tour, kocht in 2008 ongeveer 4 vierkante kilometer landbouwgrond die voorheen deel waren van de civil parish Sarsden in Oxfordshire. Oorspronkelijk werden deze gronden verpacht aan een lokale boer, die in 2019 met pensioen ging. Hierop kwam Clarkson op het idee om zelf het boerderijwerk op zich te nemen.
Clarkson herdoopte de boerderij tot Diddly Squat Farm ('Diddly squat' is een Engelse colloquiale zegswijze die 'niets' betekent). De televisieserie volgt de belevenissen en de problemen die Clarkson tegenkomt bij het aanleren van de boerenstiel en het runnen van zijn landbouwbedrijf. Hierbij krijgt hij hulp van een aantal andere personen die doorgaans meer ervaring hebben met het boerderijleven:
- Kaleb Cooper: Een jonge landbouwer uit Chipping Norton die door Clarkson is aangesteld om hem te assisteren. Hij had al ervaring op de boerderij als tractorbestuurder voor Clarkson zelf de leiding overnam.
- Lisa Hogan: Clarksons vriendin die met name verantwoordelijk is voor het runnen van de boerderijwinkel.
- Charlie Ireland: Clarksons rentmeester en adviseur bij de complexe financiële en legislatieve aspecten van het runnen van de boerderij. Clarkson noemt hem ironisch vaak Cheerful Charlie.
- Gerald Cooper: Een oudere man die gespecialiseerd is in het bouwen en herstellen van stapelmuren. Hij valt vooral op door zijn bijna onverstaanbare dialect. Later wordt hij benoemd tot hoofd van de beveiliging op de boerderij en helpt hij tevens met de oogst.
- Ellen Helliwell: Een schaapherderin die in seizoen 1 door Clarkson wordt ingehuurd om te helpen met het verzorgen van zijn schapen.
- Alan Townsend: De bouwer van diverse bouwprojecten op de boerderij, waaronder de boerderijwinkel in seizoen 1 en het restaurant in seizoen 2.
- Dilwyn Evans: Clarksons vaste veearts.

## Afleveringen

### Seizoen 1
| Nr. | Titel          | Inhoud |
| --- | -------------- | --- |
| 1   | Tractoring     | Clarkson begint aan zijn eerste jaar als boer, maar moet daarvoor eerst alle benodigde landbouwwerktuigen aankopen. Hij koopt onder andere een tractor van het merk Lamborghini, die echter veel te groot en complex blijkt om handig in gebruik te zijn. Het zaaien van de velden wordt bemoeilijkt door hevige regenval.    |
| 2   | Sheeping       | Clarkson koopt een kudde schapen om een onbewerkt deel van zijn land op natuurlijke wijze te begrazen, maar het houden van de schapen blijkt moeilijker dan gedacht. |
| 3   | Shopping       | Clarkson besluit een boerderijwinkel te beginnen om een deel van de productie van zijn en omliggende boerderijen te verkopen. |
| 4   | Wilding        | Clarkson richt zich op een aantal ecologische projecten om de boerderij geschikter te maken voor wilde insecten en vogels. Deel hiervan is het aanleggen van een kleine vijver op een bebost deel van de boerderij. |
| 5   | Pan(dem)icking | De coronapandemie slaat toe in een periode dat Clarksons schapen op het punt staan te lammeren en hij dringend een grote voorraad aardappelen moet zien te verkopen. |
| 6   | Melting        | De boerderij wordt getroffen door een periode van droogte. Tevens moeten de schapen worden geschoren en wordt de boerderij gecontroleerd voor het toekennen van een kwaliteitslabel. |
| 7   | Fluffing       | Omdat er niet genoeg lokale producten beschikbaar zijn voor de boerderijwinkel, besluit Clarkson bijen te gaan houden voor het maken van honing en kaarsen. Ondertussen stuurt hij Kaleb naar Londen om zijn vers geoogste wasabi te verkopen aan een restaurant.                                                             |
| 8   | Harvesting     | De gerst en tarwe op de boerderij moeten tegelijk geoogst worden en dat zorgt voor problemen, mede omdat Clarkson te laat beseft dat hij een maaidorser moet huren en geen plaats heeft om al het graan tijdelijk op te slaan. Op het einde van het jaar blijkt de winst van zijn boerenbedrijf slechts 144 pond te bedragen. |

### Seizoen 2
| Nr. | Titel       | Inhoud |
| --- | ----------- | --- |
| 1   | Surviving   | Clarkson moet nieuwe inkomsten zien te vinden om zijn boerenbedrijf te doen overleven en komt op het idee om de voormalige schapenstal om te bouwen tot een restaurant dat alleen gerechten serveert op basis van producten die op de boerderij zijn geproduceerd. Om ook rundvlees te kunnen serveren wil hij ook een kudde koeien gaan houden. |
| 2   | Cowering    | De koeien arriveren op de boerderij, maar ze zorgen meteen door problemen door regelmatig te ontsnappen. |
| 3   | Schmoozing  | Clarkson dient een aanvraag in om zijn restaurant te kunnen beginnen, maar hiervoor moet hij kunnen rekenen op de goodwill van de lokale bevolking en besturen van Chadlington. |
| 4   | Badgering   | De koeien lopen een groot risico op rundertuberculose door de grote hoeveelheid dassen rond de boerderij. Dassen zijn echter een beschermde diersoort. |
| 5   | Council-ing | Er wordt vol spanning gewacht op de definitieve uitspraak rond het openen van het restaurant. Tevens krijgen de koeien hun eerste kalveren. |
| 6   | Counselling | Clarkson heeft een negatief oordeel gekregen voor zijn restaurant en moet dus op zoek naar nieuwe manieren om project nieuw leven in te blazen. De boerderij is daarnaast gastheer van een nationaal kampioenschep hegvlechten. |
| 7   | Scheming    | Via een tip van Alan komt Clarkson te weten dat hij een kleine, vervallen schuur op de boerderij legaal mag ombouwen tot restaurant zonder bouwvergunning. Om dit plan te doen slagen moeten de bouwwerkzaamheden echter binnen twee dagen voltooid zijn.                                                                                        |
| 8   | Climaxing   | Alles wordt in het werk gezet om het restaurant op twee dagen tijd klaar te krijgen. Ondanks een aantal problemen wordt de opening van het restaurant een succes. |

### Seizoen 3
| Nr. | Titel       | Inhoud |
| --- | ----------- | --- |
| 1   | Unfarming   | Diddly Squat maakt moeilijke tijden door nu Jeremy door de gemeenteraad gedwongen wordt zijn restaurant te sluiten en de droogte van 2022 het extreem moeilijk heeft gemaakt om iets te laten groeien. In een poging de productiviteit te verhogen en te diversifiëren, stelt Jeremy Kaleb aan als boerderijmanager en begint een wedstrijd waarbij Kaleb de akkerbouw beheert en Clarkson de niet-akkerbouwgebieden van de boerderij. Clarkson gaat op pad om bramen te oogsten en varkens te kopen, maar komt al snel in de problemen. Ondertussen wordt bij Gerald kanker vastgesteld. |
| 2   | Porking     | Andy Cato, van de band Groove Armada, en George Lamb laten Jeremy kennismaken met de concepten van regeneratieve landbouw en dubbele beplanting, en overtuigen hem om de methoden op zijn helft van de boerderij uit te proberen. Elders arriveert Clarksons nest Oxford Sandy and Black-varkens, hoewel de pogingen om ze aan het fokken te krijgen maar langzaam vruchten afwerpen. Geconfronteerd met steeds moeilijkere normen om de boerderijwinkel open te houden, debatteren Charlie en Jeremy over het verplaatsen van de boerderijwinkel buiten de jurisdictie van de gemeente.  |
| 3   | Jobbing     | Jeremy keert terug van vakantie en ontdekt dat de boerderij hem dringend nodig heeft. Eén van de zeugen heeft onverwacht biggen gekregen, die allemaal naar het bos moeten worden verplaatst. De dam van de boerderij is ook dringend aan reparatie toe nu het regenseizoen nadert, maar de pogingen om deze te repareren mislukken wanneer Kaleb en Jeremy kibbelen over de beste aanpak. Elders probeert Charlie Lisa ervan te overtuigen de uitspraak van de gemeenteraad over de producten van de boerderijwinkel na te leven.                                                        |
| 4   | Harrowing   | Meer varkens van Clarkson hebben biggen, meer dan een kwart van hen sterft echter kort daarna, terwijl een van de zeugen moet worden geëuthanaseerd, wat Jeremy en Lisa diep treft. |
| 5   | Healing     | Jeremy probeert brandnetelsoep te maken voor de boerderijwinkel, hij laat het echter achterwege omdat het niet winstgevend is. Verder bouwt hij een ondergrondse bunker om tot een champignonkwekerij. Uit een test blijkt dat de regeneratieve landbouw van Cato resultaten oplevert, terwijl het herstel van de dam nog steeds niet vordert. Om meer land bebouwbaar te maken, koopt Jeremy geiten, zodat ze zijn braamstruiken kunnen opeten. Jeremy probeert meer varkens te fokken en Gerald is hersteld van zijn kanker.                                                            |
| 6   | Mushrooming | Jeremy heeft het beroep tegen de gemeenteraad gewonnen, waarbij vrijwel al hun beperkingen zijn vernietigd. Jeremy oogst zijn paddenstoelen en produceert meer dan hij kan verkopen. Ondertussen ontmoeten Kaleb en Charlie de Britse premier Rishi Sunak om te bespreken hoe jongeren de landbouw in kunnen gaan. |
| 7   | Parking     | Bevrijd van de beperkingen van de gemeente, gaat Jeremy een grotere parkeerplaats aanleggen. Om de overbevolking aan herten op zijn terrein onder controle te houden, besluit Jeremy op jacht te gaan. Bovendien moeten Jeremy en Kaleb een partij van hun cider terugroepen vanwege een productieprobleem en wordt een groot deel van zijn nieuwe partij paddenstoelen vernietigd door schimmels. |
| 8   | Calculating | Vanwege het weer leveren de meeste gewassen van Jeremy geen winst op en is de dam nog steeds niet gerepareerd. In hun uitdaging heeft Jeremy £27.000 winst gemaakt op zijn helft, terwijl Kaleb £44.000 heeft behaald. Ze moeten echter al hun geld herinvesteren om zaden en kunstmest voor de volgende cyclus te kopen, wat betekent dat ze feitelijk al twee jaar lang geen geld hebben verdiend. |